# Takis Hadjigeorgiou

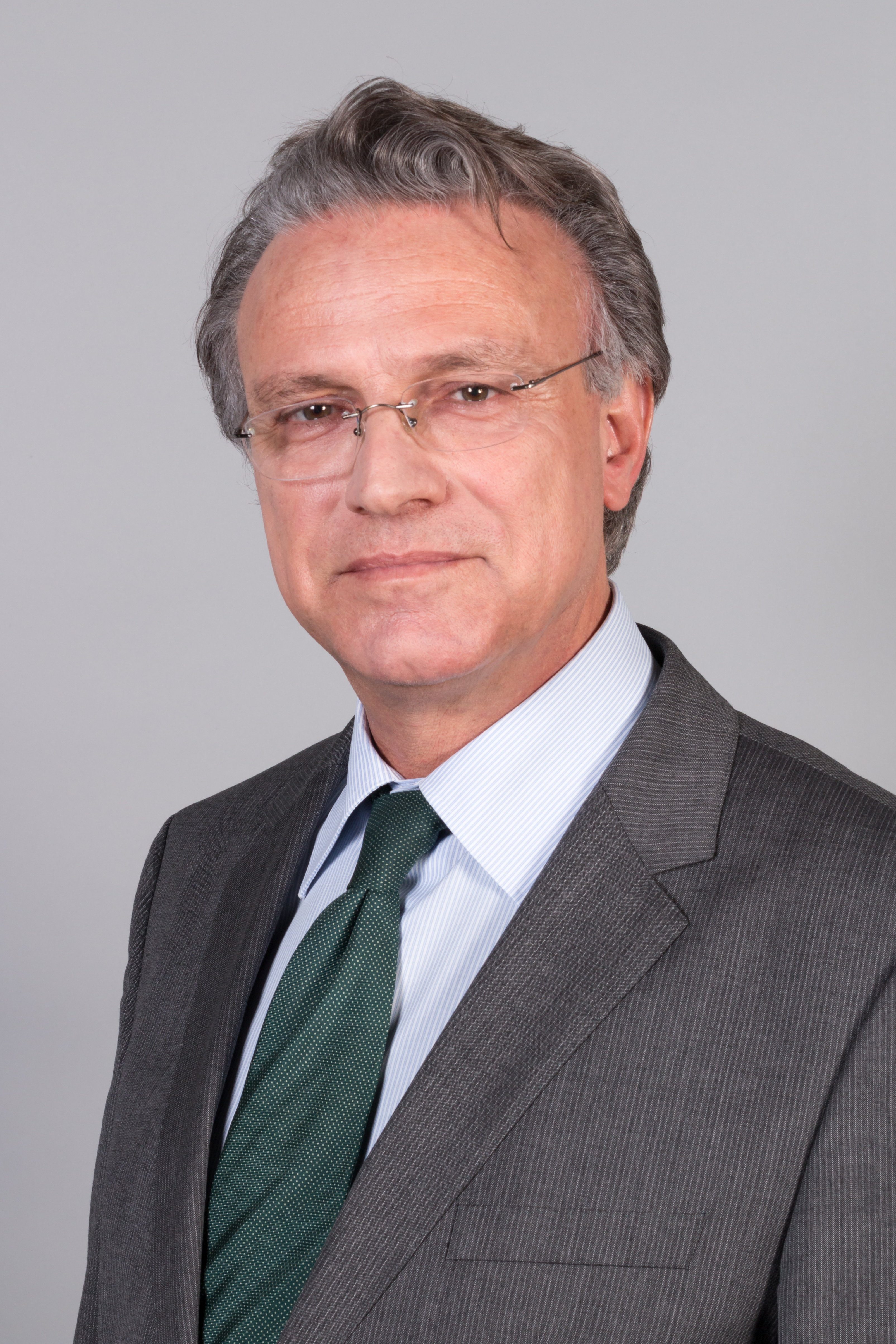
Takis Hadjigeorgiou, 2014

Takis Hadjigeorgiou (Grieks: Τάκης Χατζηγεωργίου) (Pano Akourdaleia (District Paphos), 11 december 1956) is een Cypriotisch journalist, advocaat en politicus voor de Progressieve Partij van de Arbeiders.

## Biografie
Hadjigeorgiou studeerde rechten en journalistiek aan de Universiteit van Athene. Na zijn studies in Athene keerde hij terug naar Cyprus en werkte als freelance journalist. Op het televisiestation Cyprus Broadcasting Corporation werd hij op Cyprus bekend door zijn Talkshow Zonder Grenzen. Van 1995 tot 2007 werkte hij voor het Cypriotische radiostation Radio Astra 92.8. Van 1996 tot 2009 was hij afgevaardigde in het Huis van Afgevaardigden van Cyprus. Sinds 2009 zetelt hij in het Europees Parlement en is hij vicevoorzitter van de fractie Europees Unitair Links/Noords Groen Links. Hij is ondervoorzitter van de Delegatie in de Gemengde Parlementaire Commissie EU-Turkije, lid van de Commissie Verzoekschriften en lid van de Delegatie in de Parlementaire Vergadering Euronest.